# 郭翀
郭翀（1338年—？），字子翔，山西壶关人。明初进士、官员。

## 生平
郭翀博学，尤精《春秋》，颇有文名。他于洪武三年（1370年）举乡试。次年，会试中式，殿试本为第一，但因相貌不为明太祖所喜，故被列为一甲第二（榜眼）。官吏部考功司主事，后曾任广德府知府。余事不详。